# Partsko cesarstvo
Partsko cesarstvo (perzijsko شاهنشاهی پارت‎, sodobno perzijsko اشکانیان, Aškāniān), znano tudi kot Arsakidsko cesarstvo, je bilo antična iranska država, katere vladarji so se imeli za naslednike starega ahemenidskega Perzijskega cesarstva.
Cesarstvo je leta 247 pr. n. št. ustanovil Arsak I. Partski, poglavar iranskega plemena Parni, po osvojitvi takratne selevkidske satrapije Partije na območju sedanjega severovzhodnega Irana. Cesarstvo je zelo razširil Mitridat I. Partski, ki je osvojil Medijo in Mezopotamijo, v katerih so vladali Selevkidi. Partsko cesarstvo je na višku svoje moči obsegalo ozemlje od Evfrata na zahodu do vzhodnega Irana. Ležalo je ob svilni cesti med rimskim cesarstvom in Sredozemljem na zahodu in kitajskim cesarstvom Han na vzhodu in je hitro postalo pomembno trgovsko središče.
Parti so v veliki meri sprejeli umetnost, arhitekturo, versko prepričanje in vladarske insignije svojega kulturno raznolikega cesarstva, v katerem so se regionalne kulture prepletale s perzijsko in grško kulturo. Arsakidi so v prvi polovici svoje vladavine privzeli elemente grške kulture, potem pa so začeli postopoma oživljati staro iransko izročilo. Vladarji so se naslavljali s »kralj kraljev«, s čimer so želeli poudariti, da so nasledniki Ahemenidskega cesarstva. Od Ahemenidov so podedovali številne lokalne vazalne vladarje, ki jih je imenovala prejšnja centralna oblast, večino vladarjev pa so tvorili avtonomni satrapi. Partski dvor je imenoval samo manjše število satrapov, večinoma izven Irana. Te satrapije so bile manjše in manj vplivnejše od ahemenidskih. Po razširitvi oblasti so Arsakidi sedež centralne vlade preselili iz Nise v Turkmenistanu v Ktezifon na Tigrisu južno od sedanjega Bagdada, vendar so imeli tudi več drugih prestolnic.
Prvi partski nasprotniki so bili Selevkidi na zahodu in Skiti na vzhodu. Ko so Parti začeli širiti svoje cesarstvo proti zahodu, so izzvali konflikt z Armenskim kraljestvom in zatem z Rimsko republiko, ker so tako Parti kot Rimljani želeli iz armenskih kraljev narediti svoje vazale. Parti so leta 53 pr. n. št. prepričljivo porazili Marka Licinija Krasa v bitki pri Kari (Harran) in v letih 40–39 pr. n. št. Rimljanom odvzeli ves Levant, razen Tira. Mark Antonij je zato sprožil rimsko protiofenzivo in napadel Mezopotamijo. V rimsko-partskih vojnah, ki so ji sledile, je sodelovalo tudi več drugih rimskih cesarjev. Rimljani so v teh vojnah po več poskusih osvojili mesti Selevkija in Ktezifon ob Tigrisu, vendar ju nikoli niso uspeli obdržati. 
Bolj kot Rimljani so Partsko cesarstvo ogrožale pogoste državljanske vojne med kandidati za partski prestol. Partska moč je izhlapela, ko se je Arsakidom uprl Ardašir I., vladar Istahra v provinci Fars, in ubil cesarja Artabana V. Ardašir je zatem ustanovil Sasanidsko dinastijo, ki je v Iranu vladala do muslimanskih osvajanj v 7. stoletju. Arsakidi so se obdržali kot Arsakidska dinastija v Armeniji.
Primarni partski viri, napisani v partskem, grškem in drugih jezikih, so v primerjavi s sasanidskimi in celo zgodnejšimi ahemenidskimi viri zelo skopi. Poleg razpršenih klinopisnih tablic, napisov na fragmentih lončenine, napisov na skalah, kovancev in redkih pergamentov, je večina partske zgodovine poznana samo iz sekundarnih virov. Mednje spadajo predvsem grški in rimski, pa tudi kitajski zgodovinski spisi. Dragoceni viri za razumevanje partske družbe in kulture, ki vsaj delno dopolnjujejo sicer redke pisne vire, so partske umetnine in obrtni izdelki. 

## Zgodovina

### Začetki in ustanovitev cesarstva
Arsak I. Partski je bil pred ustanovitvijo svojega cesarstva poglavar srednjeazijskega nomadskega iranskega plemena Parni iz plemenske zveze Dahi. Parni so zelo verjetno govorili vzhodni iranski jezik in ne severozahodnega, katerega so takrat govorili v Partiji. Partija je bila severovzhodna provinca najprej Ahemenidskega in zatem Selevkidskega cesarstva. Parni so po osvojitvi regije za uradni dvorni jezik privzeli partski jezik, četudi so v cesarstvu govorili tudi srednje perzijski, aramejski, grški, babilonski, sogdijski in druge jezike.
Zakaj so Arsakidi za prvo leto svoje vladavine retroaktivno izbrali prav leto 247 pr. n. št., še vedno ni znano. A. D. H. Bivar ugotavlja, da je bilo to leto, ko so morali Selevkidi oblast v Partiji prepustiti uporniškemu satrapu Andragoru. Arsak I. je torej začetek svojega vladanja pomaknil nazaj do trenutka, ko so Selevkidi izgubili oblast v Partiji. Vesta Sarkhosh Curtis temu nasprotuje in trdi, da je Arsak tega leta postal poglavar plemena Parni, Homa Katouzian in Gene Ralph Garthwaite pa trdita, da je Arsak tega leta osvojil Partijo in izgnal selevkidske oblastnike. Curtisova in Maria Brosius v nasprotju z njima trdita, da Arsakidi niso strmoglavili Andragora pred letom 238 pr. n. št.
Nejasno je tudi, kdo je bil neposredni naslednik Arsaka I. Bivar in Katouzian menita, da je to bil njegov brat Tiridat I., katerega je leta 211 pr. n. št. nasledil njegov sin Artaban I., bolj poznan kot Arsak II. Curtisova in Brosiusova trdita, da je bil njegov neposredni naslednik Arsak II. Po mnenju prve je do zamenjave na prestolu prišlo leta 211 pr. n. št., po mnenju druge pa se je to zgodili leta 217 pr. n. št. Bivar vztraja, da je bilo zadnje leto vladanja Mitridata I. leto 238 pr. n. št., ki naj bi bilo »prvi točen datum v partski zgodovini«. Zaradi vseh teh in drugih razhajanj je Bivar zasnoval dve različni vladarski kronologiji, ki so ju zgodovinarji sprejeli.
Nekateri partski kralji so kasneje trdili, da so potomci Ahemenidov. Nedavne numizmatične raziskave in raziskave pisnih virov to možnost podpirajo, ker so tako ahemenidski kot partski kralji trpeli zaradi dedne nevrofibromatoze.
Arsak je postopoma utrdil svoj položaj v Partiji in Hirkaniji, pri čemer je izkoristil vdor egiptovskega vladarja Ptolemaja III. Evergeta (vladal 246–222 pr. n. št.) na selevkidsko ozemlje. Tretja sirska vojna, ki je trajala od 246 do 241 pr. n. št., je omogočila tudi upor Diodota I. Baktrijskega in ustanovitev grško-baktrijskega kraljestva v Srednji Aziji. Njegov naslednik Diodot II. je sklenil zavezništvo z Arsakidi proti Selevkidom, vendar je Selevk II. Kalinik (vladal 246–225 pr. n. št.) kljub temu postopoma izrinil Arsaka iz Partije. Arsak je nekaj časa preživel v izgnanstvu pri nomadskem plemenu Apasijakov in nato s protinapadom ponovno osvojil Partijo. Selevkov naslednik Antioh III. Veliki se na napad ni mogel takoj odzvati, ker je bila njegova vojska zaposlena z Molonovim uporom v Mediji.
Antioh III. je leta 210 ali 209 pr. n. št. sprožil obsežno vojaško ofenzivo za ponovno osvojitev Partije in Baktrije. Operacija mu ni uspela in se je končala z mirovnim sporazumom z Arsakom II. Antioh je Arsaku odobril naslov kralja (grško basileos), Arsak pa je v zameno priznal Antioha za svojega vazalnega vladarja. Zaradi naraščajoče rimske grožnje in poraza pri Magneziji leta 190 pr. n. št. Selevkidi niso bili več zmožni posegati v partske notranje zadeve.
Friapatija Partskega (vladal 191-176 pr. n. št.) je nasledil Fraat I. (vladal 176-171 pr. n. št.). Med njegovim vladanjem se Selevkidi že niso več vmešavali v partske notranje zadeve.

### Širitev in utrditev države
Fraat I. je partsko državo razširil preko Aleksandrovih vrat in zasedel Apameo Regiano, katerih lokacija ni poznana Cesarstvo je še bolj razširil njegov brat in naslednik Mitridat I. (vladal približno 171–138 pr. n. št.), katerega Katouzian primerja z ustanoviteljem Ahemenidskega cesarstva Kirom Velikim (umrl 530 pr. n. št.).
Po smrti grško-baktrijskega kralja Diodota II. je Mitridatova vojska zasedla dve eparhiji njegovega naslednika Evkratida I. (vladal približno 170–145 pr. n. št.) in odnosi med državama so se pokvarili. Mitridat je zatem svojo pozornost preusmeril proti Selevkidskemu cesarstvu, ki je bilo oslabljeno zaradi Timarhovega upora. Napadel je Medijo in leta 148 ali 147 pr. n. št. zasedel Ekbatano. Mediji je sledila osvojitev Babilonije. Mitridat je leta 141 pr. n. št. v Selevkiji na Tigrisu prisostvoval uradni investituri in začel kovati svoj denar. Po osvojitvah se je umaknil v Hirkanijo, njegova vojska pa je osvojila še kraljestvi Elimaido in Harakeno in zasedlo Suso. Partsko ozemlje je v tistem času na vzhodu segalo vse do Inda.
Prva prestolnica Partskega cesarstva je bil Hekatompil. Mitridat je svoje rezidence ustanovil tudi v Selevkiji, Ekbatani, Ktezifonu in novoustanovljenem Mitridatkirtu (Nisa v Turkmenistanu), kjer je zgradil kraljeve grobnice. Glavna poletna rezidenca arsakidskih kraljev je postala Ekbatana. Ktezifon je postal uradna prestolnica verjetno šele med vladanjem Gotarza I. (vladal približno 95–90 pr. n. št.). Ktezifon je bil reprezentančno arsakidsko mesto, v katerem so potekala tudi uradna kronanja partskih kraljev.
Selevkidi se zaradi upora generala Diodota Trifona v prestolnici Antiohiji leta 142 pr. n. št. niso mogli takoj maščevati osvajalskim Partom. Ofenzivo proti njim je šele leta 140 pr. n. št. sprožil Demetrij II. Nikator, katerega so po začetnih uspehih Parti porazili in ujeli ter odpeljali v Hirkanijo. Mitridat je v ujetništvu z njim ravnal zelo gostoljubno in ga nazadnje celo poročil s svojo hčerko Rodoguno.
Demetrijev brat Antioh VII. Sidet (vladal 138–129 pr. n. št.) se je med Demetrijevo odsotnostjo poročil z njegovo ženo Kleopatro Teo in zasedel selevkidski prestol. Po zmagi nad Trifonom se je leta 130 pr. n. št. odpravil na velik vojni pohod proti Partom, da bi povrnil izgubljeno Mezopotamijo, v kateri je takrat vladal Fraat II. (vladal približno 138–128 pr. n. št.). Porazil je partskega generala Indata, porazu pa je sledila lokalna vstaja, v kateri je bil ubit partski guverner Babilonije. Antioh je osvojil Babilonijo in zasedel Suso. Po prodoru njegove vojske v Medijo so Parti zaprosili za mir, ki ga je Antioh zavrnil. Od njih je zahteval, da mu vrnejo vsa osvojena ozemlja razen same Partije, plačajo velik davek in izpustijo Demetrija iz ujetništva. Fraat je Demetrija izpustil in ga poslal v Sirijo, druge zahteve pa je zavrnil.
Spomladi leta 129 pr. n. št. so se Antiohu uprli Medijci. Njegova vojska, ki je čez zimo na podeželju izčrpala vse razpoložljive vire, je poskusila upor zadušiti. V Medijo je medtem vdrla glavnina partske vojske in ubila Antioha. Njegovo truplo so v srebrni krsti poslali nazaj v Sirijo. Antiohov sin Selevk je postal partski knez in je svojo hčerko poslal v Fraatov harem.
Medtem ko so Parti ponovno osvajali izgubljena ozemlja na zahodu, se je na vzhodu pojavila nova grožnja. V letih 177–176 pr. n. št. je zveza nomadskih plemen Hsiongnu iz njihove domovine v sedanji kitajski pokrajini Gansu pregnala nomadske Juedžije. Juedžiji so se umaknili na zahod v Baktrijo in od tam pregnali skitske Sake. Saki so bili prisiljeni na selitev proti zahodu in so vdrli preko severovzhodne meje Partskega cesarstva. Mitridat se je zato po osvojitvi Mezopotamije umaknil v Hirkanijo.
Nekaj Sakov je vstopilo v Fraatovo vojsko, da bi se vojskovalo proti Antiohu. Ker so prišli prepozno, da bi se aktivno vključili v spopade, je Fraat zavrnil izplačilo njihovih plač in Saki so se uprli. Fraat je poskušal upor zatreti s pomočjo prebeglih selevkidskih vojakov, vendar so se uprli tudi oni in se pridružili upornim Sakom. Fraat II. je napadel združeno uporniško vojsko in v bitki z njimi padel. Rimski zgodovinar Justin poroča, da je podobno usodo doživel tudi njegov naslednik Artaban I. (vladal približno 128–124 pr. n. št.) v boju z nomadi na vzhodu. Vsa ozemlja, ki so jih osvojili Saki v Sistanu, je kasneje dobil nazaj Mitridat II. (vladal približno 124-90 pr. n. št.).
Po umiku Selevkidov iz Mezopotamije je partski guverner Babilona Himer dobil ukaz, naj osvoji Harakeno, v kateri je vladal selevkidski satrap Aspasin. Ko mu to ni uspelo, je Aspasin leta 127 pr. n. št. napadel Babilonijo in zasedel Selevkijo. Leta 122 pr. n. št. je Mitridat II. pregnal Aspasina iz Babilonije in iz harakenskih kraljev naredil svoje vazale. Po osvojitvi Harakene je Mitridat II. razširil svojo oblast še bolj proti zahodu. Leta 113 pr. n. št. je zasedel Dura-Europos in se zapletel v spor z Armenskim kraljestvom. Njegova vojska je leta 97 pr. n. št. premagala in odstavila armenskega kralja Artavazda I. in vzela njegovega sina Tigrana za talca. Tigran je kasneje postal armenski kralj Tigran II. Veliki (vladal 95-55 pr. n. št.).
Indo-partsko kraljestvo na ozemlju sedanjega Afganistana in Pakistana je v 1. stoletju pr. n. št. sklenilo zavezništvo s Partskim cesarstvom. Bivar trdi, da sta se obe državi imeli za politično enakopravni. Ko je grški filozof Apolonij iz Tijane leta 42 obiskal dvor Vardana I. Partskega (vladal 40-47 n. št.), je Vardan dal njegovi karavani spremstvo na potovanju v Indo-Partijo. Ko je Apolonij prispel v indo-partsko prestolnico Taksilo, je vodja karavane indijskemu uradniku prebral uradno Vardanovo pismo, napisano morda v partščini, in Apolonija so zelo gostoljubno sprejeli.
Po smeli in uspešni diplomatski odpravi kitajskega diplomata Zhang Qiana v Srednjo Azijo med vladanjem cesarja Vuja Hanskega (vladal 141–87 pr. n. št.) je cesarstvo Han leta 121 pr. n. št. poslalo na dvor Mitridata II. svojo delegacijo. Kitajski ambasadorji so po svilni cesti vzpostavili uradne trgovinske stike s Partijo, niso pa sklenili zaželenega vojaškega zavezništva proti konfederaciji Šjongnu. Partsko cesarstvo je z obdavčitvijo trgovine s svilo, ki je bila v Rimu najbolj cenjeno luksuzno blago, zelo obogatelo. Zelo cenjeno kitajsko blago so bili tudi biseri. Kitajci so od Partov kupovali predvsem začimbe, dišave in sadje. Parti so na kitajski dvor kot darila pošiljali tudi eksotične živali. Leta 87 n. št. je Pakor II. Partski poslal hanskemu cesarju Zhanu (vladal 75–88 n. št.) leve in perzijske gazele. Parti so Rimljanom poleg svile prodajali tudi železo iz Indije, začimbe in fino usnje. Karavane, ki so potovale skozi Partsko cesarstvo, so na Kitajsko včasih tovorile tudi zahodnoazijske in rimske luksuzne izdelke iz stekla.

### Rim in Armenija
Varnost partske vzhodne meje je v veliki meri zagotavljalo cesarstvo Južni Kušan v severni Indiji, zato so se partski vladarji od sredine 1. stoletja pr. n. št. dalje ukvarjali večinoma z varovanjem zahodne meje, predvsem meje z Rimsko republiko. Leto dni po Mitridatovem podjarmljenju Armenije se je rimski prokonzul Kilikije Sula na Evfratu sestal s partskim diplomatom Orobazom. Dogovorila sta se, da bo meja med Partijo in Rimom potekala po Evfratu.
Parti so leta 93 ali 92 pr. n. št. kljub dogovoru začeli vojno v Siriji proti plemenskemu poglavarju Laodike in njegovemu selevkidskemu zavezniku Antiohu X. Evzebu (vladal 95-92 pr. n. št.) ter slednjega ubili. Ko je eden od zadnjih selevkidskih monarhov, Demetrij III. Evcer, poskušal oblegati Berojo, sedanji Alep, je Partija mestu poslala vojaško pomoč in ga porazila.
Po smrti Mitridata II. je v Babiloniji zavladal Gotarz I. (vladal 95–90 pr. n. št.), v Partiji pa Orod I. (vladal okoli 90–80 pr. n. št.). Delitev oblasti je oslabila Partsko cesarstvo in omogočila Tigranu II. Armenskemu, da k svoji državi priključi partsko ozemlje v zahodni Mezopotamiji. Izgubljeno ozemlje je ostalo armensko vse do vladanja Sanatruka I. Partskega (vladal 78-71 pr. n. št.). Po izbruhu tretje mitridatske vojne je Mitridat VI. Pontski (vladal 119–63 pr. n. št.), ki je bil sicer Tigranov zaveznik, zaprosil za pomoč Partijo. Sanatruk I. je prošnjo zavrnil.
Ko je rimski poveljnik Lukul leta 69 pr. n. št. odšel na pohod proti armenski prestolnici Tigranokert, sta Mitridat VI. Pontski in Tigran II. zaprosila za pomoč Fraata III. Partskega (vladal 71-58 pr. n. št.). Fraat jima ni poslal pomoči, ampak je po padcu Tigranokerta potrdil Evfrat za mejo med Partijo in Rimom.
Na armenski prestol je poskušal na silo priti Tigran Mlajši, sin Tigrana II. Armenskega. Ker mu uzurpacija oblasti ni uspela, je pobegnil k Fraatu III. in ga prepričal, naj napade armensko novo prestolnico Artaksarto, sedanji Artašat. Obleganje mesta je spodletelo in Tigran Mlajši je ponovno pobegnil, tokrat k rimskemu poveljniku Pompeju. Pompeju je obljubil, da ga bo kot vodnik peljal skozi Armenijo, ko je Tigran II. pristal na vazalni odnos z Rimom, pa so ga odpeljali v Rim za talca. Fraat je zahteval, da ga izročijo njemu, vendar je Pompej njegovo zahtevo zavrnil. Fraat je iz maščevanja napadel Kordueno, od koder ga je po vojaški ali diplomatski poti pregnal rimski konzul Lucij Afranij.
Leta 57 pr. n. št. sta Orod II. in Mitridat III. umorila svojega očeta Fraata III. in se zatem sprla. Orod je Mitridata prisilil na beg iz Medije v rimsko Sirijo, kjer je dobil podporo rimskega prokonzula Avla Gambina. Gambin je z vojsko odšel proti Evfratu, vendar se je moral zaradi upora proti Ptolemaju XII. Avletu v Egiptu obrniti. Mitridatu je tudi brez rimske pomoči uspelo osvojiti Babilonijo, kjer je vladal do leta 54 pr. n. št., ko je Orodov general osvojil Selevkijo in ga usmrtil.
Leta 53 pr. n. št. je eden od triumvirov in takratni prokonzul Sirije Mark Licinij Kras napadel Partijo, da bi (prepozno) podprl Mitridata. Ko je njegova vojska je odkorakala proti Kari, sedanjemu Harranu, je Orod II. napadel Armenijo in presekal rimske povezave z zaveznikom Artavazdom II. Armenskim (vladal 53-34 pr. n. št.). Orod je Artavazda prisilil v poroko med kronskim princem Pakorjem I. Partskim in Artavazdovo sestro.
Proti Krasu je nato z vojsko skoraj samih konjenikov odjezdil general Surena. Rimska armada, v kateri je bilo sedem rimskih legij in pomožnih enot, v katerih so bili tudi galski konjeniki in lahka pehota, je bila približno štirikrat močnejša od Surenovih 1.000 oklepljenih konjenikov, oboroženih s sulicami, in 9.000 konjeniških lokostrelcev. Surenovo vojsko je spremljevalna karavana s skoraj tisoč kamelami stalno oskrbovala s puščicami. Njegovi konjeniki so uporabljali taktiko »partskega udara« – lažnega umika z bojišča in hitrega protinapada, ki je zahtevala izjemno izurjenost lokostrelcev. Lokostrelci, oboroženi s težkimi sestavljenimi loki, so na odprti ravnini popolnoma uničili Krasovo pehoto. Rimljani so imeli približno 20.000 mrtvih in 10.000 ujetih vojakov, približno 10.000 pa jih je pobegnilo. Med ubežniki je bil tudi Kras. Surena ga je na čelu svoje vojske zasledoval in mu ponudil pogajanja, ki jih je Kras sprejel. Med pripravami na pogajanja je bil Kras ubit.
Krasov poraz v bitki pri Kari, ki je bil eden od najhujših v rimski zgodovini, je tako utrdil ugled Partskega cesarstva, da so ga začeli primerjati z Rimsko republiko. Surena je po bitki z vsem spremstvom, vojnimi ujetniki in bogatim plenom odšel proti 700 km oddaljeni Selevkiji, kjer so proslavili njegovo zmago. Orod se je zaradi Surenovih sposobnosti zbal za svoj prestol, zato ga je kmalu zatem usmrtil.
Zmaga nad Krasom je Parte ohrabrila, zato so poskušali osvojiti rimska ozemlja v zahodni Aziji. Kronski princ Pakor I. in njegov general Osak sta napadla Sirijo in leta 51 pr. n. št. prodrla do Antiohije, kjer ju je zaustavil Gaj Kasij Longin in iz zasede ubil Osaka.
V Pompejevi državljanski vojni proti Juliju Cezarju so Parti stopili na Pompejevo stran in poslali svoje vojake na pomoč proticezarski koaliciji v bitki pri Filipih leta 42 pr n. št. General Kvint Labien, ki je bil lojalen Kasiju in Brutu, se je leta 40 pr. n. št. na partski strani vojskoval proti drugemu triumviratu in naslednje leto skupaj s Pakorjem I. napadel Sirijo. Triumvir Mark Antonij ni mogel osebno voditi rimske obrambe pred Parti, ker je odšel v Italijo, da bi zbral vojsko za spopad s svojim tekmecem Oktavijanom.
Ko je Pakorjeva vojska zasedla Sirijo, se je Labien odcepil od glavnine partske vojske in napadel Malo Azijo, Pakor in njegov general Barzafarn pa sta medtem napadla rimski Levant. Zavzela sta vsa naselja ob sredozemski obali do Ptolemaja, sedanje Akre v Izraelu, razen Tira. V Judeji sta s pomočjo svojega judovskega zaveznika Antigona porazila prorimske judovske sile velikega duhovnika Hirkana II., Fazaela in Heroda Velikega. Herod je pobegnil v svojo trdnjavo Masado, njegov prestol pa je zasedel Antigon kot Antigon II. Matatija (vladal 40–37 pr. n. št.).
Rimljani so v protiofenzivi Parte kmalu izgnali iz Levanta. Nekdanji Antonijev častnik Publij Ventidij Bas je leta 39 pr. n. št. porazil Labiena v bitki v Kilikijskih vratih in ga nato usmrtil. Kmalu zatem je Ventidij v bitki na Amanskem prelazu v Siriji porazil tudi partsko vojsko pod poveljstvom generala Farnapata in Pakor I. se je moral za nekaj časa umakniti iz Sirije. Ko se je spomladi leta 38 pr. n. št. vrnil, se je z Ventidijem spopadel v bitki na gori Gindar severozahodno od Antiohije. Pakor je bil med bitko ubit, njegova vojska pa se je umaknila preko Evfrata. Pakorjeva smrt je povzročila nasledstveno krizo, v kateri je Orod II. (vladal v letih 38–2 pr. n. št.) za svojega novega naslednika izbral Fraata IV.
Fraat IV. je po prihodu na oblast ubil ali izgnal vse svoje brate, ki so kandidirali za partski prestol. Brat Mones je pobegnil k Marku Antoniju in ga prepričal, naj napade Partijo.
Mark Antonij je leta 37 pr. n. št. premagal partskega judejskega zaveznika Antigona II. in na njegovo mesto za vazalnega kralja imenoval Heroda. Ko je Antonij naslednje leto odšel z vojsko proti Erzurumu, je Artavazd II. Armenski z njim ponovno sklenil zavezništvo in mu poslal nekaj vojakov. Antonij je napadel Medijo Atropateno, sedanji Azerbajdžan, v kateri je vladal partski zaveznik Artavazd I. Medijsko-atropatenski. V načrtu je imel obleganje prestolnice Praaspe, katere lokacija ni poznana. Fraat IV. je iz zasede napadel Antonijevo zaščitnico in uničil ogromnega oblegovalnega ovna, namenjenega obleganju Praaspe. Artavazd je po rimskem porazu zapustil Antonijevo vojsko, ki je med stalnimi napadi Partov zbežala v Armenijo in zelo oslabljena nazadnje prišla do Sirije.
Mark Antonij je po teh dogodkih zvabil Artavazda II. v past z obljubo zavezniške poroke. Leta 34 pr. n. št. ga je ujel in poslal v Rim, kjer so ga usmrtili. Antonij je zatem poskušal skleniti zavezništvo z Artavazdom I. Medijsko-atropatenskim, katerega odnosi s Fraatom IV. so se malo pred tem ohladili. Leta 33 pr. n. št. je načrt opustil, ker se je moral zaradi napada Partov na vzhodu in istočasnega napada tekmeca Oktavijana na zahodu umakniti iz Armenije. Po Antonijevem umiku je armenski prestol zasedel partski zaveznik Artaks II.

### Sklenitev miru z Rimom in dvorne spletke
Po porazu Marka Antonija v bitki pri Akciju leta 31 pr. n. št. je Oktavijan utrdil svoj politični položaj. Rimski senat ga je leta 27 pr. n. št. imenoval za Avgusta in postal je prvi rimski cesar. Približno v istem času je Tiridat II. Partski strmoglavil Fraata IV., ki se je s skitsko pomočjo kmalu vrnil na prestol. Tiridat je pobegnil k Rimljanom in s seboj odpeljal Fraatovega sina. V pogajanjih leta 20 pr. n. št. je Fraat izposloval vrnitev svojega ugrabljenega sina in Rimljanom v zameno vrnil vse vojne ujetnike in legijske prapore, ki so jih leta 53 pr. n. št. izgubili v bitki pri Kari. Parti so na zamenjavo gledali kot na dobro kupčijo za ugrabljenega princa. Enakega mnenja je bil tudi Oktavijan, ki je vrnitev praporov razglasil za politično zmago nad Parti. Dogodek je proslavil s kovanjem spominskih kovancev, zgraditvijo novega templja za spravilo vrnjenih praporov in celo s posebnim prizorom na prsnem oklepu na svojem kipu v Primaporti.
Avgust je Fraatu IV. skupaj s princem dal tudi italsko sužnjo, ki je kasneje postala kraljica Muza Partska. Muza je hotela na vsak način zagotoviti prestol svojemu sinu, zato je nagovorila Fraata IV., naj izroči Avgustu za talce svoje sinove. Avgust je tudi to dejanje prikazal kot svoj politični uspeh in podretitev Partskega cesarstva Rimu. To je posebej poudaril tudi v svojih Res gestae Divi Augusti.
Muza je leta 2 pr. n. št. s sinovo pomočjo Fraata IV. zastrupila. Ko je njen sin Fraatek kot Fraat V. zasedel partski prestol (vladal približno 2 pr. n. št.–4 n. št.), se je Muza z njim poročila in skupaj z njim vladala kot Muza Partska. Partsko plemstvo, ki ni odobravalo niti njunega krvoskrunskega zakona niti vladarja nearsakidskega porekla, je par pregnalo na rimsko ozemlje. Fraatov naslednik Orod III. je vladal samo dve leti. Nasledil ga je Vonon I., ki se je med bivanjem v Rimu navzel mnogih rimskih manir. Ker partskemu plemstvu njegovo spogledovanje z Rimom ni bilo pogodu, so podprli njegovega tekmeca Artabana II., ki je premagal Vonona in ga izgnal v rimsko Sirijo.
Med vladanjem Artabana II. sta se judovska podložnika, brata Anilaj in Asinaj iz Nehardeje, v sedanjem Iraku uprla partskemu guvernerju Babilonije. Po njegovem porazu je Artaban II., ki se je zbal upora v še kateri drugi pokrajini, bratoma podelil oblast v Babiloniji. Anilaj je po prihodu na oblast zastrupil svojega brata Asinaja, se zapletel v oborožen spopad z Artabanovim zetom in bil nazadnje poražen. Po padcu judovskih oblastnikov so začeli domorodni Babilonci trpinčiti lokalne judovske skupnosti in jih prisilili na selitev v Selevkijo. Ko se je Selevkija leta 35-36 n. št. uprla partski oblasti, so Jude ponovno izgnali, tokrat lokalni Grki in Aramejci. Judje so pobegnili v Ktezifon, Nehardejo in Nisibis.
Rim se je kljub sklenitvi miru še vedno vmešaval v partske zadeve. Cesar Tiberij (vladal 14-37 n. št.) se je vključil v neuspelo zaroto Farazmana I. Iberskega, ki je nameraval umoriti partskega zavezniškega kralja Arsaka Armenskega in na njegovo mesto postaviti svojega brata Mitridata.
Artaban II. je poskusil ponovno vzpostaviti partsko oblast v Armeniji. Ker mu to ni uspelo, se mu je partska aristokracija uprla in ga prisilila na beg v Skitijo. Rimljani so zato osvobodili partskega princa Tiridata III., ki so ga imeli za talca, in ga nameravali kot svojega zavezniškega kralja posaditi na partski prestol. Artabanu je malo pred smrtjo uspelo z vojsko iz Hirkanije prisiliti Tiridata III. k odstopu. Po Artabanovi smrti leta 38 n. št. je v Partiji izbruhnila dolga državljanska vojna med zakonitim naslednikom Vardanom I. in njegovim bratom Gotarzom II.. Ko so Vardana med pohodom na brata umorili, je partsko plemstvo leta 49 pozvalo rimskega cesarja Klavdija (vladal 41-54 n. št.), naj osvobodi talca princa Meherdata, da bi zamenjal Gotarza. Poskus se je izjalovil, ker je Meherdata izdal edeški guverner Izat bar Monobaz Adiabenski. Meherdata so ujeli in izročili Gotarzu. Gotarz mu je dal odrezati ušesa, da kot invalid ne bi mogel naslediti prestola, in ga pustil živeti.

### Stik s kitajskimi diplomati
Leta 97 n. št. je kitajski general Ban Čao, generalni protektor zahodnih kitajskih pokrajin, na diplomatsko misijo v Rimsko cesarstvo poslal svojega odposlanca Gan Jinga. Gan Jing je mimogrede v Hekatompilu obiskal tudi dvor Pakorja II.. Od tam je odpotoval do Perzijskega zaliva, kjer so ga partski oblastniki prepričali, da je težavna plovba okoli Arabskega polotoka edina možna pot do Rima. Novica ga je odvrnila od načrta in Gan Jing se je vrnil na hanski dvor, kjer je iz podatkov, ki jih je dobil od svojih partskih gostiteljev, cesarju Hanu (vladal 88-105 n. št.) podrobno poročal o Rimskem cesarstvu. William Watson predvideva, da so si Parti zaradi njegovega neuspelega poskusa sklenitve diplomatskih odnosov z Rimom oddahnili, zlasti po Ban Čaovih vojaških zmagah v Hsiongnuju v vzhodni Srednji Aziji.
Vendar kitajski zapisi pričajo, da je med vladanjem Marka Avrelija (vladal 161-180) in cesarja Huana Hanskega (vladal 146-168) leta 166 v hansko prestolnico Luojang prišlo rimsko odposlanstvo ali morda samo skupina trgovcev.

### Nadaljevanje rimskih sovražnosti in propadanje Partskega cesarstva
Glej tudi:
- Trajanova partska kampanja (115–117)
- Rimsko-partska vojna 161–166
- Bitka pri Ktezifonu (198)
- Partska vojna Karakale

Iberski kralj Farazman I. je okoli leta 52 nahujskal svojega sina Radamista (vladal približno 51-55 n. št.), naj napade Armenijo in odstavi Farazmanovega brata, rimskega vazalnega kralja Mitridata. Vologaz I. Partski (vladal 51-78 n. št.) ga je nameraval napasti in na armenski prestol posaditi svojega brata, kasnejšega kralja Tiridata I. Armenskega (vladal 66-?). Radamista so nazadnje le izrinili z oblasti in Arsakidi so po Tiridatovem prihodu na armenski prestol v svojih rokah trdno držali oblast v Armeniji. Armenska veja Arsakidske dinastije je preko armenskih kraljev celo preživela propad Partskega cesarstva.
Ko se je Vardan II. Partski leta 55 uprl svojemu očetu Vologazu I., je Vologaz umaknil svojo vojsko iz Armenije. Rim je takoj poskusil zapolniti politično praznino, ki jo je za seboj pustil Vologaz, in izbruhnila je rimsko-partska vojna (58-63), v kateri je rimski poveljnik Gnej Domicij Korbulo dosegel nekaj vojaških uspehov proti Partom in na armenski prestol pripeljal rimskega vazalnega kralja Tigrana VI. Armenskega. Korbulovega naslednika Lucija Cezenija Peta so Parti prepričljivo premagali in ga pregnali v Armenijo. Po sklenitvi miru je Tiridat I. leta 63 odpotoval v Neapelj in Rim. Cesar Neron ga je v obeh mestih s kraljevskim diademom slavnostno kronal za kralja Armenije.
Vojni je sledilo dolgo obdobje miru, v katerem rimski zgodovinarji omenjajo samo vdor Alanov v vzhodno Partijo okoli leta 72. Cesarja Avgust in Neron sta vodila oprezno vojaško politiko do Partov, medtem ko so kasnejši rimski cesarji napadali in poskušali osvojiti Rodovitni polmesec, srce Partskega cesarstva ob Tigrisu in Evfratu. Povečano rimsko agresivnost bi se dalo delno pojasniti z rimskimi vojaškimi reformami. Rimljani so imeli sprva manj kopjanikov in konjenikov kot Parti, zato so jih najemali pri svojih zaveznikih, predvem Nabatejcih. Kasneje so ustanovili svoje stalne pomožne enote (auxilia), s katerimi so dopolnili svojo težko legionarsko pehoto. V svojih vzhodnih provincah so nazadnje ustanovili tudi polke konjeniških lokostrelcev (sagittarii) in celo lahko oklepljene katafrakte. Ker niso imeli jasne strategije, so v vojnah s Parti osvojili zelo malo ozemlja. Osnovni motiv vojn je bil predvsem doseganje osebne slave in utrjevanje političnega položaja cesarjev in ohranjanje rimskega ugleda pred očitnimi partskimi poseganji v notranje zadeve rimskih vazalnih držav.
Sovražnosti med Rimom in Partijo so se obnovile, ko je Kosroj I. Partski (vladal 109-128) odstavil armenskega kralja Tiridata in ga brez posveta z Rimom zamenjal z Aksidarjem, sinom Pakorja II. Rimski cesar Trajan (vladal 98-117) je nameraval na armenski prestol posaditi svojega partskega kandidata Partamazirja, ki naj bi iz Armenije ponovno naredil rimsko provinco, vendar so ga leta 114 ubili. Trajanova vojska pod poveljstvom Lucija Kvijeta je zasedla Nisibis, ki je bil ključnega pomena za zavarovanje vseh glavnih trgovskih poti preko severne Mezopotamije, in naslednje leto napadla Mezopotamijo. Ker je bil Kosroj I. zaposlen z državljansko vojno proti Vologazu III. Partskemu na vzhodu države, se je Trajanu neznatno uprl samo Meharasp Adiabenski. Trajan je zimo 115-116 preživel v Antiohiji, spomladi pa je pohod nadaljeval. Prodiral je vzdolž Evfrata in osvojil Dora-Europos, prestolnico Ktezifon, Selevkijo in Harakeno, od koder so ladje preko Perzijskega zaliva plule v Indijo.
V zadnjih mesecih leta 116 je Trajan zasedel perzijsko mesto Susa. Ko je Sanatruk II. Partski v vzhodni Partiji zbral svojo vojsko, da bi se zoperstavil Rimljanom, ga je njegov bratranec Partamapast izdal in ubil. Trajan je nato Partamapasta kronal za novega partskega kralja. Rimsko cesarstvo ni zatem nikoli več prodrlo tako daleč proti vzhodu.
Po Trajanovem odhodu proti severu so se babilonska mesta uprla rimskim vojaškim posadkam in ga leta 117 prisilila k umiku iz Mezopotamije. Med umikom je neuspešno oblegal Hatro. Umik naj bi bil samo začasen, ker je nameraval že leta 118 ponovno napasti Partijo in »uresničiti (dokončno) podjarmljenje Partov«. Njegovi načrti so ostali neizpolnjeni, ker je avgusta 117 nenadoma umrl.
Rimski senat je Trajanu med njegovim pohodom podelil naslov Particus (Partski) in njegove zmage v Partiji ovekovečil s priložnostnimi kovanci. Zgodovinarja Evtropij in Fest sta bila edina, ki sta šele v 4. stoletju priznala, da je Trajan v Spodnji Mezopotamiji samo poskušal ustanoviti rimsko provinco.
Trajanov naslednik Hadrijan (vladal 117-138) je ponovno vzpostavil rimsko-partsko mejo na Evfratu in zaradi omejenih vojaških zmožnosti ni vdrl v Mezopotamijo. Partamaspat je po partskem uporu proti njemu pobegnil k Rimljanom, ki so ga kronali za kralja Osroene. 
Kosroj I. je med spopadi z Vologasom III. umrl. Slednjega je nasledil Vologas IV. (vladal 147-191), s katerim se je začelo obdobje miru in stabilnosti. Mir je leta 161 prekinil Vologasov napad na Armenijo in Sirijo in osvojitev Edese. Začela se je rimsko-partska vojna, ki je trajala do leta 166. Rimski cesar Mark Avrelij (vladal 161-180) je svojega sovladarja Lucija Vera (vladal 161-169) zadolžil, naj brani Sirijo, Mark Stacij Prisk pa je medtem leta 163 napadel Armenijo. Leta 164 je sledila invazija na Mezopotamijo, ki jo je vodil general Avidij Kasij.
Rimljani so osvojili in do tal požgali Selevkijo in Ktezifon, potem pa so se morali umakniti, ker je med vojaki izbruhnila epidemija, morda črnih koz. Epidemija je kmalu zatem prizadela tudi ostali rimski svet. Kljub umiku je v rimskih rokah ostala Mezopotamija do mesta Dura-Europos.
Ko je rimski cesar Septimij Sever (vladal 193-211) leta 197 med vladanjem Vologasa V. Partskega (vladal 191–208) napadel Mezopotamijo, so Rimljani ponovno prodirali ob Evfratu ter ponovno osvojili Selevkijo in Ktezifon. Ko je Septimij Sever v rimskem senatu dobil častni naziv Parthicus Maximus, se je konec leta 198 med neuspešnim obleganjem Hatre umaknil.
Kmalu potem, ko je na partski prestol prišel Vologas VI. (vladal približno 208-222), se mu je okoli leta 212 uprl brat Artaban IV. in prevzel oblast nad večjim delom cesarstva. Rimski cesar Karakala (vladal 211-217) je medtem odstavil kralja Osroene in Armenije in kraljestvi ponovno pretvoril v rimski provinci. Pod pretvezo, da se bo poročil z eno od Artabanovih hčera, je vkorakal v Mezopotamijo, ko mu poroke niso dovolili pa je sprožil vojno in osvojil Arbil vzhodno od Tigrisa. 
Karakala so naslednje leto na poti v Karo umorili njegovi vojaki. Parti so po tem dogodku s cesarjem Makrinom (vladal 217-218) sklenili mirovni sporazum, po katerem so morali Rimljani poleg daril plačati Partom še več kot dvesto milijonov denarijev.
Partsko cesarstvo je zaradi notranjih razprtij in vojn z Rimom kljub temu oslabelo. Ardašir I., lokalni iranski vladar Perzije, sedanjega Farsa, je začel osvajati sosednja ozemlja in izzivati arsakidsko oblast. 28. aprila 224 se je, verjetno blizu Isfahana, spopadel z Artabanom IV. in ga porazil. Po zmagi je ustanovil Sasanidsko sarstvo. Kralj Vologas VI. je kljub temu v Selevkiji koval svoje denar vse do leta 228.
Sasanidi niso samo prevzeli partske dediščine, ampak so poskušali obnoviti tudi meje Ahemenidskega cesarstva. Med vladanjem Kozrava II. (vladal 590-628) so Vzhodnemu rimskemu cesarstvu za nekaj časa odvzeli Levant, Malo Azijo in Egipt, vendar so jih že med Heraklijevo vladavino (vladal 610-641) izgubili.

### Domači in tuji zgodovinski viri
Za rekonstruiranje partske zgodovine so bili uporabljeni domači in tuji pisni ter nepisni viri. Partski dvor je sicer vzdrževal svoj arhiv, uradnega zgodovinopisja pa ni imel. Najstarejša splošna zgodovina Irana Khwaday-Namag je bila zbrana šele med vladanjem zadnjega sasanidskega vladarja Jazdegerda III. (vladal 632-651). Domači viri partske zgodovine so bolj skromni kot za katerokoli drugo obdobje iranske zgodovine. Večino pisnih dokumentov predstavljajo grški, pa tudi partski in aramejski napisi. Besedila v partskem jeziku so se pisala v posebni pisavi, ki se je razvila iz ahemenidske cesarske aramejske pisave, iz katere se je kasneje razvila pahlavijska pisava.
Najdragocenejši domači vir za rekonstruiranje natančne kronologije arsakidskih vladarjev so kovanci – drahme, ki so jih kovali posamezni vladarji, in spadajo v prehod med nepisnimi in pisnimi dokumenti. Drugi partski viri za rekonstruiranje kronologije so klinopisne astronomske tablice in kolofoni, ki so jih odkrili v Babiloniji. Med domače pisne vire spadajo tudi napisi na kamnu, pergamentu, papirusu in odlomkih lončenine. Veliko lončenine, v kateri so prevažali in shranjevali na primer vino, so odkrili v Nisi v Turkmenistanu. Lončenina in zapisi na pergamentu, ki so jih odkrili v Duri-Europos, dajejo pomembne podatke o partski državni upravi, na primer davčnem sistemu, vojaških nazivih in organizaciji provinc.
Grške in latinske Zgodovine, ki vsebujejo večino gradiva za odkrivanje partske zgodovine, niso povsem zanesljive, ker so napisane s stališča tekmecev in vojaških nasprotnikov. Tuji viri na splošno vsebujejo samo podatke o vojaških in političnih dogodkih in pogosto zanemarjajo socialne in kulturne vidike partske zgodovine. Rimljani so Parte običajno prikazovali kot okrutne vojščake, po drugi strani pa tudi kot kulturno prefinjeno ljudstvo. Občudovali so na primer njihovo kuhinjo, kar dokazujejo recepti za pripravo partskih jedi v rimski kuharski knjigi Apicius. Apolodor Artemidski in Arijan sta napisala zgodovini, ki se osredotočata predvsem na Partijo. Njuni deli sta se ohranili samo v navedkih in povzetkih v drugih Zgodovinah. Izidor Haraški, ki je živel v času cesarja Avgusta, je napisal poročilo o partskih ozemljih, ki je morda nastalo iz partskih vladnih poročil. Manj obsežni zapisi o prebivalcih in dogodkih v partski zgodovini so tudi v zgodovinah Justina, Strabona, Diodorja Sicilskega, Plutarha, Kasija Diona, Apijana, Jožefa Flavija, Plinija Starejšega in Herodijana.
Del partske zgodovine je možno rekonstruirati tudi iz kitajskih zgodovinskih knjig. Zgodnje kitajske Zgodovine vsebujejo v primerjavi z grškimi in rimskimi bolj objektivne opise Partije, četudi so kitajski kronisti pogosto prepisovali iz starejših virov in je zato težko ugotoviti časovni potek dogodkov. Kitajci so Partijo imenovali Anhsi (kitajsko 安息), morda po grškem imenu partskega mesta Margianska Antiohija (grško Αντιόχεια της Μαργιανήs) Ime bi lahko bilo tudi transliteracija imena ustanovitelja cesarstva Arsaka. Med kitajske zgodovinske knjige in avtorje spadajo Zapisi velikega zgodovinarja ali Zgodovinski zapisi (kitajsko 史記, pinjin Shǐjì), ki jo je leta 109-91 pr. n. št. napisal Sima Qian, Knjiga Hanov (kitajsko 漢書, pinjin Qián Hànshū), ki so jo napisali Ban Biao, Ban Gu in Ban Žao, in Knjiga Poznih Hanov (kitajsko 後漢書, pinjin Hòu Hànshū), ki jo je napisal Fan Je. V omenjenih delih so podatki o selitvah nomadov do prvih vpadov Sakov v Partijo in pomembni politični in geografski podatki. V Zgodovinskih zapisih so v 123. poglavju na primer podatki o diplomatskih izmenjavah in dragocenih darilih Mitridata II. hanskemu dvoru, poljskih pridelkih v Partiji, proizvodnji vina iz grozdja, potujočih trgovcih in značilnostih partskega ozemlja. Knjiga omenja tudi to, da Parti »pišejo vodoravno na usnjene trakove«, se pravi na pergament.

## Vlada in državna uprava

### Centralna oblast in polavtonomni kralji
Partsko cesarstvo je bilo v primerjavi s prejšnjim Ahemenidskim cesarstvom mnogo bolj decentralizirano. Iz domačih zgodovinskih virov je razvidno, da je bilo ozemlje centralne vlade organizirano podobno kot v Selevkidskem cesarstvu. Obe cesarstvi sta imeli tri organizacijske ravni, v katerih so partske marzbān, xšatrap in dizpat ustrezale selevkidski satrapiji, eparhiji in hiparhiji.
Partsko cesarstvo je imelo tudi več podložnih polavtonomnih kraljestev, med katerimi so bile Kavkaška Iberija, Armenija, Atropatena, Gordijena, Adijabena, Edesa, Hatra, Mesena, Elam in Perzis. Vladarji odvisnih kraljestev so vladali na svojih ozemljih in kovali svoj denar, ki se je razlikoval od denarja iz cesarskih kovnic. Partija se je po tem razlikovala od zgodnjega Ahemenidskega cesarstva, v katerem je tudi bilo nekaj delno avtonomnih mestnih držav in celo oddaljenih satrapij, vendar so vse priznavale vrhovno oblast kralja, plačevale davke in mu zagotavljale vojaško pomoč. Ob tem je treba poudariti, da so v partskem obdobju satrapi upravljali samo manjša ozemlja in verjetno imeli manj veljave in vpliva kot njihovi ahemenidski predhodniki. V selevkidskem obdobju je polavtonomna oblast lokalnih, pogosto uporniških dinastij, postala samoumevna, kar se je odrazilo tudi v kasnejšem partskem slogu vladanja.

### Plemstvo
Na čelu partske vlade je bil kralj kraljev. Njegov zakon je bil poligamen, vendar ga je na prestolu običajno nasledil njegov prvorojeni sin. Partski kralji so se, podobno kot Ptolemeji v Egiptu, poročali tudi s svojimi nečakinjami in morda celo s polsestrami. Kraljica Muza Partska je bila poročena kar s svojim sinom, kar pa je bil skrajen in osamljen primer.
Brosius je objavil izvleček iz pisma, napisanega v grščini, ki ga je leta 21 n. št. napisal kralj Artaban II. guvernerju, katerega naslavlja z arhontom, in meščanom Suse. V pismu so omenjeni tudi nekateri najvišji državni položaji: častni prijatelj, telesni stražar in zakladnik. Iz pisma je razvidno, da je kralj lahko nadziral lokalne sodne postopke in postopke za imenovanje visokih funkcionarjev ter interveniral v korist posameznika, če se mu je zdelo potrebno.
Dedni plemiški naslovi, dokumentirani med vladanjem prvega sasanidskega kralja Ardaširja, so najverjetneje odraz stanja v partskem obdobju. Plemstvo je bilo rezdeljeno na tri ravni: na najvišji ravni so bili regionalni kralji, neposredno podrejeni kralju kraljev, na drugi so bili plemiči, ki so bili v sorodu s kraljem kraljev samo preko porok, in na tretji poglavarji lokalnih plemen ter vladarji majhnih ozemelj.
Do 1. stoletja n. št. je partsko plemstvo dobilo veliko moč in vpliv na imenovanje in odstavljanje arsakidskih kraljev. Nekaj plemičev je bilo kraljevih dvornih svetovalcev in visokih duhovnikov. Od velikih partskih plemiških družin, omenjenih na začetku sasanidskega obdobja, sta v zgodnjih partskih dokumentih izrecno omenjani samo dve: Sureni in Kareni. Zgodovinar Plutarh omenja, da so bili najvplivnejša plemiška družina Sureni, ki so imeli privilegij kronanja arsakidskih kraljev na slavnostnih kronanjih.
Nekateri kasnejši arsakidski kralji so trdili, da so potomci Ahemenidov. Njihove trditve so pred kratkim podkrepile ugotovitve, da so v družini morda imeli dedno bolezen nevrofibromatozo, ki je prepoznavna iz opisov njihovega videza in njihovih kovancev.

### Vojska
Partsko cesarstvo ni imelo stalne vojske, ker je bilo v kriznih trenutkih sposobno zelo hitro rekrutirati svoje vojake. Majhno stalno vojaško stražo, sestavljeno iz plemičev, podložnikov in najemnikov, je imel samo kralj. Stalne vojaške posadke so bile v obmejhih trdnjavah. Na partskih napisih so odkrili celo nekaj vojaških naslovov, ki so jih podelili poveljnikom teh trdnjav. Vojska se je uporabljala tudi v diplomatske namene: ko je v poznem 2. stoletju pr. n. št. Partijo obiskala kitajska diplomatska delegacija, jo je na vzhodni meji čakalo spremstvo 20.000 konjenikov. Tako številno spremstvo bi lahko pomenilo tudi pretiravanje in razkazovanje moči.
Glavna udarna sila partske vojske so bili težko oklepljeni konjeniki katafrakti, ki so imeli oklepljene tudi konje. Oboroženi so bili s sulicami za prebijanje sovražnikovih linij ter loki in puščicami. Zaradi visokih stroškov za opremo so bili katafrakti predvsem aristokrati, ki so v zameno za svoje vojaške storitve od partskih kraljev zahtevali določeno avtonomijo na lokalni ravni. V lahki konjenici, oboroženi predvsem z loki, so bili večinoma podložniki. V bitki so bili oblečeni v preproste tunike in hlače. Oboroženi so bili s sestavljenimi loki in bili sposobni streljati bočno tudi med ježo. Takšna tehnika, imenovana partski strel, je bila zelo učinkovita. Težka in lahka konjenica sta odigrali ključno vlogo v partski zmagi proti mnogo večji Krasovi vojski v bitki pri Kari. Po napadu konjenice je z razpršenimi rimskimi enotami obračunala pehota, sestavljena iz podložnikov in najemnikov.
Število prebivalcev Partskega cesarstva in velikost njegove vojske nista poznana. Arheološka izkopavanja so odkrila naselja, ki bi lahko imela precej veliko število prebivalcev in zato tudi veliko število možnih vojakov. Gosto naseljena središča, na primer tista v Babiloniji, so bila nedvomno privlačna za Rimljane, ker bi se njihova vojska tam lahko preživljala iz lokalnih virov.

### Denar
Partski denar je bil večinoma srebrn. Standardni denarni enoti sta bili drahma in tetradrahma, ki sta bili v obtoku po vsem cesarstvu. Arsakidi so imeli kraljeve kovnice v Hekatompilu, Selevkiji in Ekbatani, zelo verjetno tudi v Nisi. Partska drahma je od začetka do propada cesarstva redkokdaj tehtala manj kot 3,5 g in več kot 4,2 g. Prve partske tetradrahme so se pojavile potem, ko je Mitridat I. osvojil Mezopotamijo. Kovale so se izključno v Selevkiji in tehtale praviloma okoli 16 g.

## Družba in kultura

### Helenizem in oživitev iranstva
Četudi so ljudstva na Srednjem vzhodu v helenističnem obdobju na široko privzela grško kulturo Selevkidov, je v partskem obdobju v veri, umetnosti in celo v načinu oblačenja ponovno oživela iranska kultura. Arsakidski vladarji so se zavedali tako helenističnih kot perzijskih korenin svojega kraljestva, zato so se po perzijskem izročilu naslavljali s »kralj kraljev« (šah) in obenem zatrjevali, da so prijatelji Grkov (φιλελληνοσ [filhellenos]). Beseda »prijatelj Grkov« (ΦΙΛΕΛΛΗΝΟΣ) je bila vse do Artabana II. (vladal 128-124 pr. n. št.) izpisana tudi na njihovih kovancih. Prvi partski vladar, ki je na svoje kovance vpeljal partsko pisavo in jezik skupaj s sedaj skoraj nečitljivo grščino, je bil Vologas I. (vladal 51-78 n. št.). Grški napisi na partskih kovancih so se kljub temu ohranili vse do propada Partskega cesarstva.
Grški kulturni vpliv kljub temu ni izginil, saj obstajajo dokazi, da so Arsakidi uživali v grškem gledališču. Ko so Orodu II. (vladal 57-38 pr. n. št.) prinesli glavo rimskega generala Marka Licinija Krasa, je skupaj z armenskim kraljem Artavazdom II. ravno gledal predstavo Evripidove tragedije Bakhe. Vodja predstave je Krasovo glavo uporabil kot odrski rekvizit namesto umetne Pentejeve glave.
Arsak I. je na svojih kovancih upodobljen podobno kot ahemenidski satrapi. Po mnenju A. Shahbazija se je Arsak »namerno razlikoval od portretov na selevkidskih kovancih, da bi poudaril svoje nacionalistične in kraljevske težnje«. Sam sebe je imenoval Kārni (avtokrat), kot so se imenovali najvišji ahemenidski generali, na primer Kir Mlajši. V skladu z ahemenidsko tradicijo je dal v steno gore Behistun, tako kot Darej I. Perzijski (vladal 522-486 pr. n. št.), izklesati kraljeve napise in podobe arsakidskih vladarjev. Arsak je poleg tega razglasil, da so Arsakidi potomci Artakserksa I. Perzijskega (vladal 404-358 pr.n. št.), s čimer je želel podkrepiti zakonitost svoje oblasti nad nekdanjimi ahemenidskimi ozemlji. Artaban III. (vladal 36-38 n. št.) je enega od svojih sinov imenoval Darej in postavil zahtevo po Kirovi dediščini.
Arsakidski kralji so zase izbirali značilna zoroastrska imena in imena iz Aveste. Parti so namesto selevkidskega makedonskega koledarja privzeli babilonski koledar z imeni iz ahemenidskega iranskega koledarja.

### Vera
Partsko cesarstvo je bilo kulturno in politično raznoliko. Imelo je več verskih sistemov in verovanj, od katerih so bili najbolj razširjeni grški in iranski kulti. Če odštejemo manjšinske Jude in zgodnje kristjane, je bila večina Partov mnogobožnih. Grška in iranska božanstva so se pogosto zlila v eno. Zevs na primer se je pogosto enačil z Ahura Mazdo, Had z Angrom Mainjujem, Afrodita in Hera z Anahito, Apolon z Mitro in Hermes s Šamašem. Poleg glavnih bogov in boginj so vse etnične skupine in mesta imela še svoja lokalna božanstva. Iz partske umetnosti je razvidno, da so partski vladarji, tako kot selevkidski, tudi sami nase gledali kot na bogove, zato je bil najbolj razširjen verjetno prav kult vladarja.
Obseg arsakidskega podpiranja zaratustrstva je med sodobnimi znanstveniki predmet razprav. Privrženci zaratustrstva so v nekaterih obdobjih iranske zgodovine opravljali krvava žrtvovanja, ki za nekatere iranske kulte v partskem obdobju niso bila sprejemljiva. Kljub temu obstajajo dokazi, da je Vologas I. vzpodbujal prisotnost zaratustrskih duhovnikov na dvoru in podpiral zbiranje zaratustrskih svetih besedil, iz katerih se je kasneje izoblikovala Avesta. Sasanidski dvor je zaratustrstvo sprejel za uradno državno vero.
Prerok Mani (216-276), ki je utemeljil manihejstvo, svojega verskega razodetja ni razglasil vse do leta 228/229. Bivar trdi, da je njegova nova vera vsebovala elemente mandeizma, iranske kozmogonije in celo krščanstva in da nanjo lahko gledamo kot na značilen odraz mešanih verskih doktrin v poznem arsakidskem obdobju, ki jih je sasanidsko zaratustrstvo kmalu odpravilo.
Redki arheološki dokazi kažejo tudi na širjenje budizma iz Kušanskega cesarstva. Iz kitajskih virov je razvidno, da je partski plemič in budistični menih An Šigao v 2. stoletju n. št. kot budistični misijonar odpotoval v Luojang v cesarstvu Han in tam prevedel več budističnih kanonov v kitajščino.

### Umetnost in arhitektura
Partska umetnost se se deli na tri geografsko-zgodovinska obdobja: pravo partsko umetnost, umetnost Iranske planote in umetnost partske Mezopotamije. Izvirna partska umetnost, ki so jo odkrili v Mitridatkertu/Nisi, združuje elemente grške in iranske umetnosti, prilagojene ahemenidskemu in selevkidskemu izročilu. V drugi fazi je partska umetnost našla navdih v ahemenidski umetnosti, kar je opazno na primer na skalnem reliefu investiture Mitridata II. na Behistunu. Tretja faza se je razvila postopoma po partski osvojitvi Mezopotamije.
Običajni motivi iz partskega obdobja so na primer prizori s kraljevih lovov in investiture arsakidskih kraljev. V te prizore so kasneje začeli vključevati tudi portrete lokalnih vladarjev. Najpogostejši mediji so bili skalni reliefi, freske in celo grafiti. Na štukaturah in mavčnih stenah se pojavljajo tudi geometrijski in stilizirani rastlinski vzorci. Pogost motiv iz sasanidskega obdobja, boj dveh konjenikov s sulicama, se je v partski umetnosti prvič pojavil na reliefih na Behistunu.
Pri portretiranju so Parti v slikarstvu, kiparstvu in na reliefih dajali prednost portretu en fáce, medtem ko so vladarje na kovancih upodabljali v profilu. Portretiranje en fáce je bilo poznano že pred tem, vendar so mu Parti dodali veliko svoje inovativnosti.
Partska umetnost s prepoznavnim slogom portretiranja se je med temeljitimi kulturnimi in političnimi spremembami, ki jih je s seboj prineslo Sasanidsko cesarstvo, postopoma opustila in izgubila. Partski slog portretiranja se je kljub temu ohranil in tudi po rimski zasedbi cvetel v Dura-Europosu, kar je razvidno iz stenskih poslikav v mestni sinagogi iz sredine 3. stoletja, templju in lokalnem mitreju.
Partska arhitektura je privzela elemente ahemenidske in grške arhitekture, vendar se je od njiju precej razlikovala. Značilen partski slog se je najprej pojavil v Mithridatkertu/Nisi. Značilen primer je Okrogla dvorana v Nisi, ki je podobna helenističnim palačam, vendar se od njih razlikuje po tem, da znotraj kvadratnega prostora vsebuje krog in obok. Druge umetnine iz Nise, na primer kipi iz marmorja in prizori, izrezljani na ritonih iz slonove kosti, so nedvomno nastali pod vplivom grške umetnosti.
Značilna oblika partske arhitekture je ivan, na eni strani odprta sprejemna dvorana, v kateri je helenistične stebre, ki so nosili streho, zamenjal sodčast obok. Ivan je bil poznan že pred ahemenidskim obdobjem, vendar samo v manjših in podzemskih zgradbah, Parti pa so ga dodelali do veličastnih razsežnosti. Najzgodnejši partski ivani so bili zgrajeni v Selevkiji v zgodnjem 1. stoletju n. št. Mogočni ivani v partskem slogu so pogosti tudi v strarodavnih templjih v Hatri, kjer ima največi obok razpon loka 15 metrov.

### Oblačila in oblačenje
Značilno opravo partskega konjenika so sestavljali suknjič, tunika z izrezom v obliki črke V, speta s pasom, ohlapne zgubane hlače s podvezami in trak za spenjanje las. Način oblačenja partskih vladarjev do sredine 1. stoletja pr. n. št. je pogosto razviden z njihovih kovancev.
Partska oblačila so prepoznavna tudi na kipih, ki so jih odkrili med izkopavanji v Hatri v severozahodnem Iranu. Mednje sodi značilna srajca qamis v kombinaciji s hlačami iz finih dekorativnih tkanin. Aristokratska elita v Hatri je nosila kratko pristrižene pričeske, pokrivala in s trakom prevezane tunike, kakršne so nosili na arsakidskem dvoru. Dolge hlače so nosili celo arsakidski kralji, kar je razvidno iz njihovih podob na kovancih. Partski hlačni kostim in slog portretiranja so privzeli tudi Palmirci v Siriji.
Premožne ženske so preko oprijetih spodnjih oblačil nosile ohlapna zgornja oblačila z dolgimi rokavi, ogrlice, zapestnice in pokrivala, okrašena z dragulji. Večkrat preganjena oblačila so bila na rami speta z broško. Na glavi so nosile tudi zgubane in zadaj spete tančice.
S kovancev partskih kraljev je razvidno, da so se pričeske s časom spreminjale. Na najstarejših arsakidskih kovancih kralji nosijo mehke kape z do lic visečimi podaljški, imenovane bašlik (grško kyrbasia). Kape so se verjetno zgledovale po satrapskih pokrivalih iz ahemenidskega obdobja in koničastih klobukih na ahemenidskih reliefih v Behistunu in Perzepolisu.
Mitridat I. (vladal 171-138 pr. n. št.) na svojih prvih kovancih še nosi mehko kapo, na kovancih iz druge polovice svojega vladanja pa kot prvi partski vladar nosi helenistični kraljevski diadem. Mitridat II. (vladal 123-88 pr. n. št.) je bil prvi vladar, ki je nosil partsko tiaro, okrašeno z biseri in dragulji, in pričesko, kakršne so nosili pozni partski in sasanidski monarhi.

### Pisava in književnost
Na partskem dvoru so poezijo iz ljudskega izročila ob glasbeni spremljavi recitirali dvorni menestreli (gōsāni, bardi, grško μενεστρέλοι [menestreloi]). Njihove zgodbe v verzih so začeli zapisovati šele v poznem sasanidskem obdobju. Med njimi ni nobene, ki bi bila napisana v partskem jeziku. Kljub temu obstaja domneva, da v partsko ustno izročilo spadata romantična pripovedka Vis in Ramin in epski ciklus dinastije Kajanijan, ki sta bila zapisana mnogo kasneje.
Partski kralji so kljub temu, da svojega izročila na žalost niso zapisovali, dobro poznali in spoštovali grško književnost.